# Cacoxenus vanharteni
Cacoxenus vanharteni är en tvåvingeart som beskrevs av Vasily S. Sidorenko 2010. Cacoxenus vanharteni ingår i släktet Cacoxenus och familjen daggflugor. Inga underarter finns listade i Catalogue of Life.